# (8109) Danielwilliam
(8109) Danielwilliam est un astéroïde de la ceinture principale.

## Description
(8109) Danielwilliam est un astéroïde de la ceinture principale. Il fut découvert le 25 février 1995 à Catalina Station par Carl W. Hergenrother. Il présente une orbite caractérisée par un demi-grand axe de 2,32 UA, une excentricité de 0,19 et une inclinaison de 24,7° par rapport à l'écliptique.

## Compléments